# Kő egy csapat
A Kő egy csapat (eredeti cím: In the Army Now) 1994-ben bemutatott amerikai filmvígjáték Daniel Petrie Jr. rendezésében. A főbb szerepekben Pauly Shore, Andy Dick, Lori Petty és David Alan Grier látható. A mozifilm a Hollywood Pictures gyártásában készült és a Buena Vista Pictures forgalmazásában jelent meg.
Az Amerikai Egyesült Államokban 1994. augusztus 12-én, Magyarországon 1995. április 6-án mutatták be a mozikban.

## Cselekmény
Két lúzer, Bones Conway, és haverja, Jack Kaufman Kaliforniában a „Crazy Boys” szórakoztató-elektronikai üzletben dolgozik eladóként, de hamarosan kirúgják őket, mert egy bemutató tv-falat véletlenül összetörnek. Arról álmodoznak, hogy egyszer saját üzletük lesz, de ehhez hiányzik az induló tőke. Elhatározzák, hogy tartalékosként belépnek a hadseregbe, mert reményeik szerint így nem kell majd harcolniuk.
Az alapkiképzés után speciális víztisztító kiképzést kapnak és ebbe az osztagba kerülnek (akik a harcoló katonáknak biztosítják az ivóvizet). Itt egy csapatba kerülnek Christine Jones és Fred Ostroff újoncokkal 
(Fred fogorvos akar lenni, de előbb szeretné leküzdeni mindenféle fóbiáját).
A víztisztító képzés után rövid ideig folytatják civil életüket, azonban egy nap kódolt telefonüzenettel behívják őket szolgálatra, mert Csádban harcok törtek ki. Megpróbálnak kibújni a szolgálat alól azzal az ürüggyel, hogy homoszexuálisok, de amikor ennek bizonyítására meg kellene csókolniuk egymást, kudarcot vallanak.
Csádba érkezve konfliktusba kerülnek egy Stern nevű kommandós katonával, de Bones kidumálja, hogy ne kelljen összeverekednie vele.
Egy rutin küldetés során a konvojt megtámadják, lövöldözés tör ki, az egyik „vizes” teherautót is kilövik. A másik autóval menekülnek a sivatagban, úttalan utakon, mert Bones azt állítja, hogy ismer egy rövidebb utat visszafelé. Amikor az üzemanyag kifogy a kocsiból, gyalog folytatják a vándorlást, végül egy nagy kört tesznek meg, és visszaérkeznek az otthagyott autóhoz.
A sivatagban többször látnak csalóka délibábot, majd találnak egy oázist, ahol egy kígyó támad rájuk, majd némi vizet ásnak ki a földből. Újabb bolyongás után líbiai katonák elfogják és egy katonai táborban rövid kihallgatás után elzárják őket. Itt találkoznak a sebesült Stern őrmesterrel. Stern tájékoztatja őket, hogy a szakaszát egy líbiai mozgatható rakétabázis megsemmisítésével bízták meg, de csak ő maradt életben a csapatból. Stern szerint meg kell szökniük. Erre hamarosan sor kerül, amikor a tábort repülőgépek támadják meg.  Egy líbiai katonai teherautóval menekülnek el, amiből hamarosan kifogy az üzemanyag. Amikor ez bekövetkezik, az autót, 55 amerikai dollárt és Jack óráját (ami egyúttal iránytű, de ez csak most derül ki, és a holdfázisokat is mutatja) elcserélik egy tevére egy vándorkereskedővel. A tevén a sérült Stern utazik.
Hamarosan megtalálják az ejtőernyővel ledobott két homokfutót és a műholdas rádiót, amivel az amerikai helyi parancsnoksággal tudnak beszélni. A parancsnokuk ugyanaz a főtörzsőrmester, aki a kiképzésüket is vezette. Feladatul kapják, hogy semmisítsék meg a Scud-rakétákat, amik vegyi fegyverrel vannak felszerelve és amerikai célpontok ellen irányulnak. A rakétákat sikerül lokalizálniuk a sivatagban, de azokat nagy létszámú líbiai katona őrzi, akik hamarosan észreveszik az amerikaiakat és támadni kezdik őket. A csapat feladata csak annyi lenne, hogy egy lézeres célzóberendezést a rakétára irányítson, hogy az alapján harci repülőgépek meg tudják semmisíteni azokat. Az őket érő golyózápor miatt ez az irányzás a döntő pillanatban meghiúsul, így Bones egy vállról indítható rakétával felrobbantja a Scud-rakétát, amit már éppen indítani akart az ellenség.
A csapat nagy ováció közepette érkezik meg helikopteren a bázisukra, ahol a parancsnokuk gratulál a sikeres akcióhoz.
Immár civilben sikerül megnyitniuk a „Sahara Stereo” nevű szórakoztató-elektronikai üzletüket (éppen a toborzóiroda szomszédságában), ahol Christine és Fred is feltűnik.

## Szereplők
| Szereplő                     | Színész             | Magyar hang     |
| ---------------------------- | ------------------- | --------------- |
| Bones Conway                 | Pauly Shore         | Józsa Imre      |
| Jack Kaufman                 | Andy Dick           | Czvetkó Sándor  |
| Christine Jones              | Lori Petty          | Kiss Eszter     |
| Fred Ostroff                 | David Alan Grier    | Gesztesi Károly |
| Stern őrmester               | Esai Morales        | Mihályi Győző   |
| Ladd őrmester                | Lynn Whitfield      | Orosz Helga     |
| Brandon T. Williams őrmester | Art LaFleur         | Dózsa László    |
| Gabriella                    | Fabiana Udenio      | Götz Anna       |
| Richard Day, újonc őrmester  | Glenn Morshower     | Csuja Imre      |
| Daniels őrmester             | Beau Billingslea    | Hankó Attila    |
| Mr. Quinn                    | Peter Spellos       | Bata János      |
| Tartalékos katona            | Vincent Marotta     | Salinger Gábor  |
| Tartalékos katona            | Carlton Wilborn     | Dimulász Miklós |
| Borbély                      | Daniel C. Striepeke | Simon György    |
| Peter Hume alezredes         | Paul Mooney         | Maróti Gábor    |
| Link                         | Brendan Fraser      | Bartucz Attila  |

## Filmzene
- "Be All That You Can Be"
- "The Dam At Otter Creek"
- "Bloom"
- "Get Down Tonight"
- "Get A Haircut"
- "Push"
- "Rescue Me"
- "Stars & Stripes Forever"
- "Until The Next Time"
- "World of Swirl"